# 百万円と苦虫女
『百万円と苦虫女』（ひゃくまんえんとにがむしおんな）は、2008年7月19日公開の日本映画。蒼井優が演じる主人公の鈴子がひょんなことから前科持ちになってしまい、実家を離れて各地を転々としながら生活していく姿を描いた青春ロードムービー。本作で監督のタナダユキが第49回日本映画監督協会新人賞を、主演の蒼井優が芸術選奨新人賞映画部門を受賞した。

## ストーリー
21歳の佐藤鈴子は就職に失敗し、短大卒業後はレストランでアルバイトをしている。父母と小学校6年生の弟と4人で暮らしているが、何となく居辛さを感じている。そんな時、アルバイト仲間のリコからルームシェアをして一緒に暮らそうと提案され、同意する。アパートへの入居間際となって、ルームシェアはリコの交際相手の浜田武も一緒だとリコから聞かされ、鈴子は驚く。また、一足早く入居した武に続いて入居した鈴子は、リコは既に武と別れており、ルームシェアはリコと武の2人だけになるということを知り、更に驚く。
同居開始後の或る雨の日、鈴子は段ボール箱の中に放置されていた子猫を拾ってアパートに連れ帰る。鈴子が子猫のエサを買いに出た間に武が子猫を捨ててしまい、鈴子は探しに出るが、見つけた子猫は既に死んでしまっていた。怒った鈴子は、武の留守中に武の荷物を全て捨て、自分もアパートを引き払う。鈴子は武から器物損壊で刑事告訴され、拘置所に入れられて罰金20万円を課され、支払う。拘置所から家に戻ると、私立中学受験を目標にしている弟から強く非難され、近所や嘗ての同級生の手前もあり、家には益々居辛くなる。鈴子は百万円が貯まったら家を出て行くと家族に宣言し、アルバイトに励む。
家を出て最初の定住先に決めたのは或る海辺の町で、鈴子は海の家で働くことにする。海の家の経営者からかき氷の作り方が上手いと褒められる。海の家での仕事は順調だったが、常連客のユウキが何かと鈴子にちょっかいを出して来るのが煩わしいこともあり、預金額が百万円に戻った時点で、海の家を辞める。百万円の貯金があれば、移動して部屋を借りるのに十分ということで、鈴子は移動後の預金額が百万円に戻ったらまた移動するという方針を立てていたのだった。
次の移動先は桃の産地である。その町の喫茶店で、短期のアルバイトは無いものかと店のマスターに訊いたところ、人手不足の桃農家を紹介され、住み込みで働くことになる。高齢の母親と独身の中年息子と同居し、桃の収穫に従事することになり、桃のもぎ方が上手いと母親から褒められる。
若い女性である鈴子が村に来たことを知った村長が喫茶店のマスターに連れられて鈴子に会いに来る。その後、村長は、鈴子に無断で鈴子を村の「桃娘」にすることを決めてしまう。桃娘とは、村産の桃の販売促進のためのキャンペーン・ガールのようなもので、村からも関連予算が出るとのことである。また、村長によると、1週間後に全国ネットのテレビが取材に来るとのことである。鈴子は桃娘にはなりたくないと訴えたことから、村の集会所で村民も集めた緊急会議が開かれ、鈴子は改めて、桃娘を辞退することを表明する。村民の多くから非難された鈴子は、苦し紛れに、自分は前科者であると言い、集会所を飛び出す。鈴子は自分のことを誰も知らない環境に身を置きたいと考えているので、有名になったり、テレビに映るなどというのはとんでもないことなのであった。収穫期が終わる前のことではあったが、桃農家の母と息子は去る鈴子のことを十分に労ってくれる。
鈴子の次の移動先は、都心から特急電車で1時間ほどの埼玉県内の小都市である。鈴子はホームセンターのアルバイト店員となり園芸部に配属される。上司の小暮主任はネチネチと説教する嫌なタイプであったが、アルバイトの先輩の中島亮平は鈴子と同い年の大学生で、頼りになる男である。
或る日、鈴子はスーパーマーケットでの買い物で偶然亮平に会う。2人は喫茶店に入り、気を許した鈴子は、前科のことも含めた自分の過去についてや、自分が設定した百万円の「目安」について亮平に話してしまう。その後、諸々話してしまったことを後悔した鈴子は自己嫌悪に陥り、喫茶店を飛び出す。鈴子に追いついた亮平は、鈴子のことが好きだと言い、鈴子も亮平のことが好きだという。2人は急速に親しくなり、肉体関係を持つに至る。
その後、亮平と同じ大学の宮本ともよがアルバイトとして園芸部に配属され、亮平と親しくなる。或る夜、性行為が終わった後、亮平は鈴子に5万円を貸して欲しいと頼み、鈴子は貸す。その後も、ともよと一緒に喫茶店にいる亮平が鈴子を見つけ、追加の借金を頼んで来て、鈴子は再度、貸す。その様なことが積み重なった後、鈴子は亮平に対して、自分のことが好きなのは自分が金を持っているからなのではないかと責め、亮平と別れてその町を去ることにする。
ホームセンターに最後の挨拶に行った鈴子に、亮平はそれまでに借りていた金の全額を返す。その後、センター内で作業をしている亮平のところにともよが来て、「誤解されたままで良いのですか？百万円が貯まってしまって出て行かれるのが嫌で金を借りたのに、百万円が貯まる前に出て行かれちゃって！」と言う。亮平は自転車で鈴子を駅まで追い掛ける。亮平は追い着くことは出来ないが、最後に歩道橋の上と下で2人が視線を交わしたところで映画は終わる。

## キャスト
- フリーター・佐藤鈴子（主人公）：蒼井優

### 鈴子の実家の周辺（東京）
- 鈴子の父：矢島健一
- 鈴子の母：キムラ緑子
- 鈴子の弟（佐藤拓也）：齋藤隆成
- バイト仲間・リコ：平岩紙
- 拓也の担任（浅野弥生）：江口のりこ
- リコの元彼氏・ルームメイト?（浜田武）：弓削智久
- 刑務官：嶋田久作
- 刑事：モロ師岡
- 真吾：鈴木達也
- ささの堅太
- 矢嶋俊作（声）

### 海辺の町
- 海の家の主人（黒澤祐三）：斎藤歩
- 海の家のおかみさん（黒澤広美）：安藤玉恵
- 海の家の息子（黒澤祐作）：宇都秀星
- 海の家でナンパする男・ユウキ：竹財輝之助
- 辻本祐樹
- 小柳心

### 山あいの村
- 桃農家の絹さん（藤井絹）：佐々木すみ江
- 桃農家の長男（藤井春夫）：ピエール瀧
- 上田村長：石田太郎
- 喫茶店のマスター・白石：笹野高史
- 村民：青木和代

### ある地方都市
- 大学生・ホームセンターでの同僚（中島亮平）：森山未來
- ホームセンターの新入り（宮本ともよ）：悠城早矢
- 仕事先の小暮主任：堀部圭亮
- 松嶋亮太
- 山本剛史
- 山中崇
- 中村靖日

## スタッフ
- 監督・脚本：タナダユキ
- 音楽：櫻井映子、平野航
- 音楽プロデューサー：緑川徹
- プロデューサー：木幡久美、田中正
- 企画・プロデュース：前田浩子
- ラインプロデューサー：森井輝
- 撮影：安田圭
- 美術：古積弘二
- 照明：石田健司
- 録音：白取貢
- 編集：宮島竜治、菊井貴繁
- スクリプター：沖弘美
- スタイリスト：申谷弘美
- ヘアメイク：竹下フミ
- 助監督：塩崎遵
- 企画：アルケミー・プロダクションズ
- 制作プロダクション：日活撮影所
- 製作委員会：日活、ポニーキャニオン、イトーカンパニー、WOWOW、電通、幻冬舎、エキスプレス

## 主題歌
- 原田郁子（クラムボン）「やわらかくて きもちいい風」

## 楽曲協力
- fade「She」「You」「Save me」
- 赤犬「ブバップ」「ええじゃないか」